# Staatliche Hochschule für Gestaltung Karlsruhe

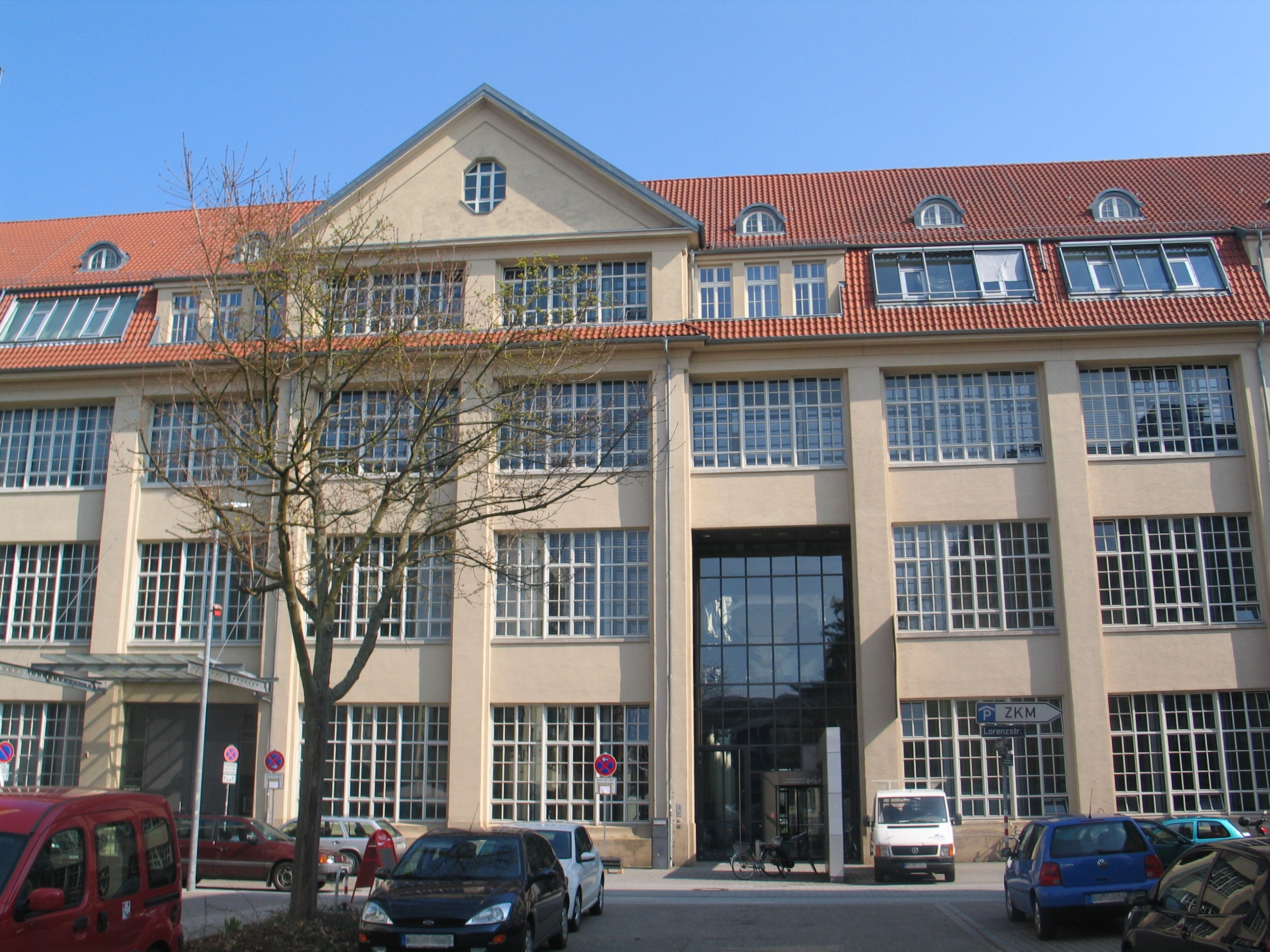
Eingang der HfG (Foto: 2011)

Die Staatliche Hochschule für Gestaltung Karlsruhe (HfG) ist eine 1992 gegründete staatliche Kunsthochschule in Karlsruhe. Die Schwerpunkte sind Medienkunst, Kommunikationsdesign, Produktdesign, Ausstellungsdesign und Szenografie, Kunstwissenschaft und Medienphilosophie mit Augenmerk auf Interdisziplinarität zwischen den Fachbereichen. Die Hochschule hat etwa 328 Studierende.

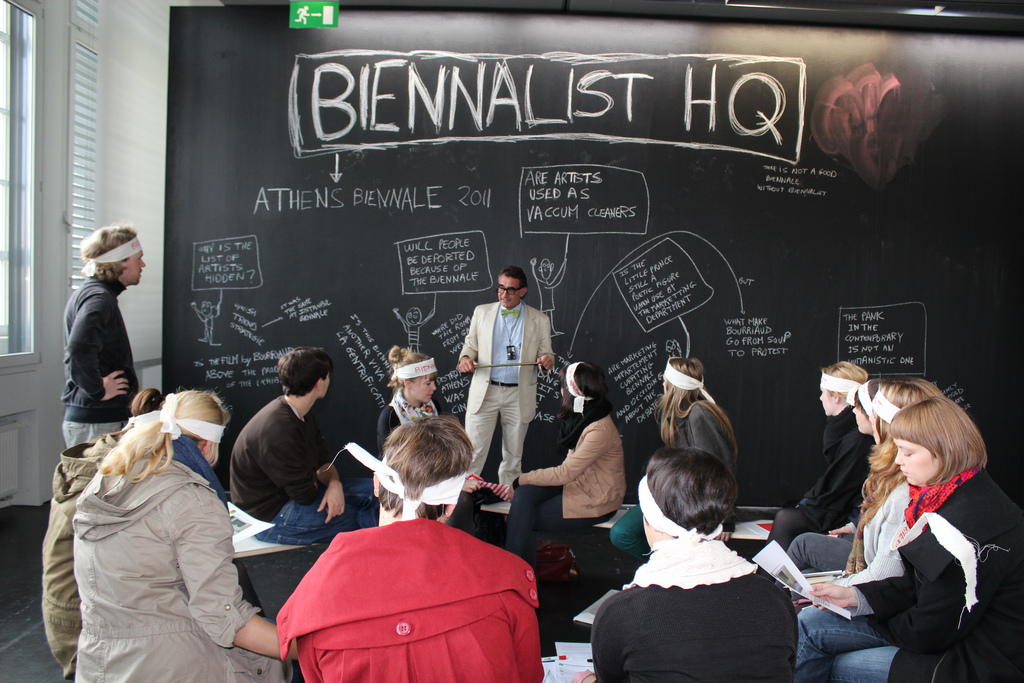
Performance/Vorlesung von Thierry Geoffroy (2011)

## Geschichte
Die Hochschule wurde am 15. April 1992 als Reformhochschule eröffnet. Sie wurde gemeinsam mit dem Zentrum für Kunst und Medientechnologie (ZKM) in Karlsruhe während der Jahre 1989 bis 1992 von Heinrich Klotz gegründet. Diese Verbindung von Lehr-, Forschungs- und Ausstellungsinstitutionen entspricht der selbst gestellten künstlerischen und pädagogischen Aufgabe, die traditionellen Künste auf die Medientechnologie und die elektronischen Herstellungsverfahren zu beziehen.
Klassische Formen wie Malerei waren nur mit einer Professur bis 2004 vertreten. Durch die Verknüpfung von künstlerischen, angewandten und theoretischen Studiengängen sollte interdisziplinäres Arbeiten gefördert werden. Mit der Zusammenführung von Medienkunst, Kunsttheorie und Design wollte Klotz ein „elektronisches Bauhaus“ begründen. Seit 1997 ist die HfG Karlsruhe ebenso wie das ZKM in einer denkmalgeschützten ehemaligen Munitionsfabrik untergebracht.
Nach dem Tod von Klotz 1999 übernahm zunächst Gunter Rambow die provisorische Leitung der Hochschule. Anfang 2001 wurde Peter Sloterdijk zum Rektor ernannt, was er bis zu seinem Ruhestand im Jahr 2015 blieb. Nach einer Übergangsphase unter dem stellvertretenden Rektor Volker Albus begann im Februar 2016 die Amtszeit Siegfried Zielinskis. 
Im Dezember 2017 hat dieser nach eigenen Angaben die Ministerin für Wissenschaft, Forschung und Kunst Baden-Württemberg um die vorzeitige Auflösung seines Vertrages gebeten. Als Grund gab er an, seine Reformvorstellungen seien nicht durchsetzbar gewesen. 
Ab 1. April 2018 hatte Johan F. Hartle die Position des kommissarischen Rektors an der Staatlichen Hochschule für Gestaltung Karlsruhe inne. Danach löste ihn Matthias Bruhn ebenfalls als kommissarischer Rektor ab, bevor mit Beginn des Wintersemesters 2019/20 dann Jan Boelen als Rektor eingesetzt wurde. 
Ende März 2022 wurde Boelen auf Antrag der Professorenschaft im Senat abgewählt. Seine Amtszeit wurde vorzeitig zum 31. März 2022 beendet. Die Leitung der Hochschule wurde übernommen vom Kanzler Thomas Fröhlich sowie der Prorektorin Constanze Fischbeck.

## Studium
Am interdisziplinären Grundgerüst der Anfangsjahre wird mit den vier Praxisstudiengängen
- Ausstellungsdesign und Szenografie,
- Kommunikationsdesign,
- Medienkunst und
- Produktdesign

sowie dem Theoriestudiengang
- Kunstwissenschaft und Medienphilosophie

auch heute noch festgehalten. Allen Studiengängen gemeinsam ist die von Beginn an praktizierte Projektarbeit sowie stete Kooperationen mit dem benachbarten ZKM. Für die praxisorientierte Ausbildung der HfG Karlsruhe wurden außerdem gebäudeinterne Werkstätten und Studios eingerichtet.
Für die Studierenden der Theoriefächer ist die Wahl eines Praxisnebenfachs obligatorisch. Die Studierenden der Praxisfächer sind zum Studium eines Theoriefachs wie Kunstwissenschaft oder Medienphilosophie als Nebenfach verpflichtet. Die vier Praxisstudiengänge der HfG Karlsruhe sind durchlässige Studienfelder, die intensive Bezüge zu anderen Fächern zulassen und je nach Forschungs- und Entwicklungsschwerpunkt der beteiligten Hochschullehrer unterschiedliche Akzentuierungen erfahren. Die medientheoretische Analyse durchdringt die Praxisveranstaltungen, andererseits wird die medientheoretische und kunstwissenschaftliche Ausbildung durch einen unmittelbaren Praxisbezug konkretisiert.
Voraussetzung für die Zulassung zum Studium ist die allgemeine oder fachgebundene Hochschulreife sowie die erfolgreiche Ablegung einer Aufnahmeprüfung.

## Abschluss
An der HfG Karlsruhe werden keine Bachelor-/Master-Studiengänge angeboten, da ab dem ersten Semester das Projektstudium mit Inhalten, die nicht modularisiert werden können, praktiziert wird. Sie vergibt noch den international anerkannten Diplom- bzw. Magisterabschluss. Aufbauend auf dem Magisterabschluss ist zudem die Promotion (Dr. phil.) auf dem Gebiet der Kunstwissenschaft, der Medientheorie und der Philosophie möglich. Die internationale Bologna-Kompatibilität der HfG-Abschlüsse ist gewährleistet. Im Jahr 2008 bescheinigte der Wissenschaftsrat in seinem Evaluationsgutachten der HfG Karlsruhe ein „ausgezeichnetes Ausbildungskonzept“.

## Fachbereiche
Bezeichnung des Abschlusses in Klammern.
- Medienkunst[17] (Diplom) mit den Lehrgebieten
  - Digitale Kunst/InfoArt
  - Film
  - Moving Images
  - Fotografie
  - Sound
  - 3D-Labor
  - Game-Lab
- Produktdesign (Diplom)
- Kommunikationsdesign (Diplom)
- Ausstellungsdesign und Szenografie (Diplom) mit den Lehrgebieten
  - Szenografie
  - Ausstellungsdesign
  - Kuratorische Studien und dramaturgische Praxis
- Kunstwissenschaft und Medienphilosophie (Magister) mit den Lehrgebieten
  - Kunstwissenschaft und Medientheorie
  - Philosophie und Ästhetik[18]

## Professoren
- Paul Bailey (Kommunikationsdesign)
- Matthias Bruhn (Kunstwissenschaft und Medientheorie)

- Céline Condorelli (Ausstellungsgestaltung und -forschung)
- Filipa César (Time Based Media und Performance)
- Anne Duk Hee Jordan (Kunst Digitaler Medien)
- Charlotte Eifler (Medienkunst)
- Constanze Fischbeck (Szenografie)
- Line-Gry Hørup (Kommunikationsdesign)
- Marine Hugonnier (Medienkunst)
- Diana McCarty (Time Based Media und Performance)
- Chris Kabel (Produktdesign)
- Susanne Kriemann (Medienkunst)
- Tereza Rulle (Kommunikationsdesign und Digitale Praktiken)
- Isabel Seiffert (Kommunikationsdesign)
- Simone Sheikh (Medienphilosophie)
- Wieki Somers (Produktdesign)
- Füsun Türetken (Produktdesign)
- Nina Zschocke (Kunstwissenschaften)[19]

### Ehemalige Professoren
- Beatrix von Pilgrim (Szenografie)
- Werner Aisslinger (Produktdesign)
- Volker Albus (Produktdesign)
- Hans Beller (Film)
- Hans Belting (Kunstwissenschaft) em.
- Michael Bielicky (Info-Art/Digitale Medien)
- Martin Bohus (Medienkunst/Film)
- Michael Clegg (künstlerische Fotografie)
- Didi Danquart (Medienkunst/Film)
- Anja Dorn (Kuratorische Studien und Dramaturgische Praxis)
- Thomas Heise (Medienkunst/Film)
- Louis-Philippe Demers (Mediale Ausstellungsgestaltung)
- Elger Esser (Medienkunst/Fotografie)
- Omer Fast (Medienkunst)
- Günther Förg (Malerei)
- Chup Friemert (Designtheorie und Designgeschichte)
- Ludger Gerdes † (Malerei)
- Siegfried Gohr (Kunstwissenschaft und Medientheorie)
- Markus Grob (Architektur)
- Götz Großklaus (Mediengeschichte)
- Boris Groys (Philosophie und Medientheorie)
- Byung-Chul Han (Philosophie und Medientheorie)
- Johan Frederik Hartle (Kunstwissenschaft und Medientheorie)
- Candida Höfer (Medienkunst/Fotografie)
- Anna Jermolaewa (Kunst der Neuen Medien)
- Isaac Julien (Medienkunst)
- Ines Kaag und Désirée Heiss (Designduo Bless) (Produktdesign)
- Dietmar Kamper † (Medientheorie, Soziologie und Philosophie)
- Dieter Kiessling (Medienkunst)
- Stephan Krass (Literarische Kunst)
- Mischa Kuball (Medienkunst)
- Wilfried Kuehn (Ausstellungsdesign und Kuratorische Praxis)
- Susanne Kriemann (Medienkunst/Künstlerische Fotografie)
- Marie-Jo Lafontaine (Plastik und Multimedia)
- James Langdon (Kommunikationsdesign)
- Urs Lehni (Kommunikationsdesign)
- Daniel Libeskind (Architektur)
- Armin Linke (Fotografie)
- Hansjerg Maier-Aichen (Produktdesign)
- Christian Möller (Ausstellungsdesign)
- Andreas Müller (Ausstellungsdesign)
- Marcel Odenbach (Medienkunst)
- Dietrich Oertel (Architektur)
- Jai Young Park (Plastik und Multimedia)
- Matteo Pasquinelli (Medientheorie)
- Florian Pfeffer (Kommunikationsdesign)
- Tania Prill (Kommunikationsdesign)
- Razvan Radulescu (Film)
- Gunter Rambow (Visuelle Kommunikation)
- Chris Rehberger (Kommunikationsdesign)
- Manfred Reichert (Musik)
- Edgar Reitz (Film)
- Lois Renner (Medienkunst/Fotografie)
- Peter Anselm Riedl (Kunstwissenschaft)
- Wolfgang Rihm (Professor für Komposition)
- Sereina Rothenberger (Kommunikationsdesign)
- Rolf Sachsse (Honorarprofessor für Theorien der Gestaltung)
- Michael Saup (Medienkunst/Digitale Medien)
- Michael Schirner (Kommunikationsdesign)
- Heike Schuppelius (Szenographie)
- Helmut Schuster † (Malerei)
- Johannes Schütz (Szenografie)
- Michael Simon (Szenografie)
- Peter Sloterdijk (Philosophie)
- Lothar Spree (Medienkunst/Film)
- Rebecca Stephany (Kommunikationsdesign)
- Thomas Struth (Medienkunst/Fotografie)
- João Tabarra (Medienkunst)[20]
- Andrei Ujica (Film)
- Ulay (Uwe Laysiepen, Medienkunst)
- Wolfgang Ullrich (Kunstwissenschaft und Medienphilosophie)
- Klaus vom Bruch (Medienkunst)
- Stephan von Huene † (Medienkunst)
- Sven Voelker (Kommunikationsdesign)
- Peter Voß (Medien)
- Penelope Wehrli (Szenografie)
- Hannes Wettstein † (Produktdesign)
- Beat Wyss (Kunstwissenschaft und Medientheorie)[21]